# نظارة نوبار باشا الثالثة
نظارة نوبار باشا الثالثة هي النظارة السابعة عشر في مصر، صدر الأمر العالي بتشكيلها في 15 أبريل 1894.

## أعضاء الحكومة
| النظارة               | الناظر                                                 |
| --------------------- | ------------------------------------------------------ |
| رئيس مجلس النظار      | نوبار باشا                                             |
| ناظر الداخلية         | نوبار باشا (إلى جانب منصبه رئيسًا لمجلس النظار)         |
| ناظر المالية          | أحمد مظلوم باشا                                        |
| ناظر الخارجية         | بطرس غالي باشا                                         |
| ناظر الحربية والبحرية | مصطفى فهمي باشا                                        |
| ناظر الحقانية         | إبراهيم فؤاد باشا                                      |
| ناظر الأشغال العمومية | حسين فخري باشا                                         |
| ناظر المعارف العمومية | حسين فخري باشا (إلى جانب منصبه ناظرًا للأشغال العمومية) |

## وصلات داخلية
- قائمة رؤساء مجلس وزراء مصر